# باري بيرل
باري بيرل (بالإنجليزية: Barry Pearl)‏ هو ممثل أمريكي، ولد في 29 مارس 1950 في الولايات المتحدة.

## أعمال

### أفلام
- (1978) غريس[3]

### مسلسلات
- بيفرلي هيلز 90210
- عقول إجرامية
- هاوس

## وصلات خارجية
- باري بيرل على موقع IMDb (الإنجليزية)
- باري بيرل على موقع ألو سيني (الفرنسية)
- باري بيرل على موقع أول موفي (الإنجليزية)
- باري بيرل على موقع قاعدة بيانات برودواي على الإنترنت (الإنجليزية)
- باري بيرل على موقع قاعدة بيانات الأفلام السويدية (السويدية)
- باري بيرل على موقع ديسكوغز (الإنجليزية)
- باري بيرل على موقع قاعدة بيانات الفيلم (الإنجليزية)
- باري بيرل على موقع كينوبويسك (الروسية)